# Pirojpur

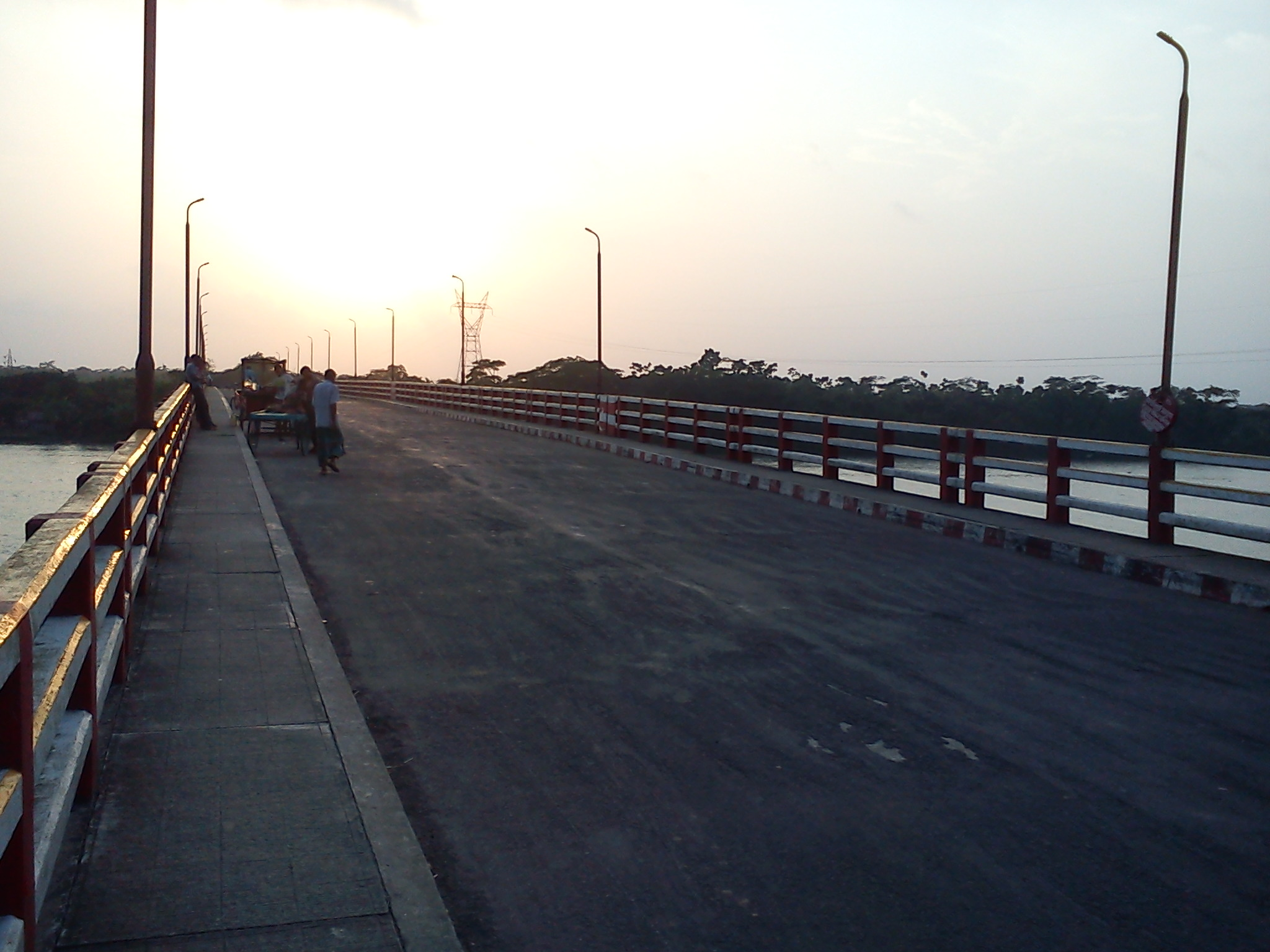
Bron över Baleshwarfloden vid Pirojpur.

Pirojpur är en stad i södra Bangladesh och är belägen i provinsen Barisal. Folkmängden uppgick till 60 056 invånare vid folkräkningen 2011, på en yta av 29,49 km². Pirojpur blev en egen kommun 1885.